# Berg (Nordland)
Pour les articles homonymes, voir Berg.
Berg est une localité du comté de Nordland, en Norvège.

## Géographie
Administrativement, Berg fait partie de la kommune de Sømna.